# Dolichopeza albitibia
Dolichopeza albitibia är en tvåvingeart som först beskrevs av Alexander 1922.  Dolichopeza albitibia ingår i släktet Dolichopeza och familjen storharkrankar. Inga underarter finns listade i Catalogue of Life.